# ドゥサマレブ
ドゥサマレブ（Dhusamareb,  Dhuusa Marreeb, Dusamareb, ソマリ語: Dhuusamareeb）はソマリアの都市。連邦構成体のひとつガルムドゥグの首都であり、かつてはガルグドゥード州の行政中心都市であった。住民はハウィエ氏族が多い。

## 歴史
ソマリアは内戦により、1991年から無政府状態となっており、ユニセフは2003年からドゥサマレブをソマリア南部の拠点として子供保護の活動を行っている。
2006年の始め、イスラム法廷会議はソマリア南部で支配地域を急拡大させ、ドゥサマレブもその支配下となった。イスラム法廷会議の政策はドゥサマレブの住民に厳しく、アルコール飲料のコマーシャルが好ましくないとして、ワールドカップの映画館での上映を禁止し、これに従わなかった住民2名が射殺される事件が起きている。
2006年末、エチオピアの軍事支援を受けたソマリア暫定連邦政府は、イスラム法廷会議支配地域に進出し、12月26日にイスラム法廷会議はドゥサマレブを放棄した。その後しばらくはソマリア暫定連邦政府の支配下となり、治安は比較的安定したが、2007年9月には正体不明の武装勢力の襲撃により警官が殺害され、翌日に暫定政府がエチオピア軍の力を借りて反撃するという事件が起きている。12月にはドゥサマレブの治安が悪くなったとして、ガルグドゥード州知事が北部に脱出する事件も起きている。2008年5月にはイスラーム武装勢力アル・シャバブの拠点があるとの理由により、アメリカ軍により空爆される事件が起きている。
2008年12月頃からアル・シャバブと、暫定政府寄りの軍閥アル・スンナ・ワル・ジャマーとでドゥサマレブを取ったり取り返したりの繰り返しが続いている。2010年1月3日には少なくとも47人が死亡する戦闘が行われたと報道された。2011年3月にアル・シャバブがアル・スンナ・ワルジャマーからドゥサマレブを奪ったことが報じられている。2012年時点ではアル・スンナ・ワルジャマーの支配下にある。
2014年よりガルムドゥグ、アル・スンナ・ワル・ジャマーといったソマリア中部の勢力がこの地域の統一について協議を重ね、2015年4月17日にドゥサマレブを州都としたソマリア中部州が暫定的に成立した。しかし、中部州に不満を持っていたアル・スンナ・ワル・ジャマーはドゥサマレブからソマリアの治安部隊を追放し、独自の中部州政府（ドゥサマレブ政府）の樹立を宣言した。ガルムドゥグを中心とした「正当な」中部州政府はアダドへ逃れるが、中部州は早くも崩壊した。その後もドゥサマレブはアル・スンナ・ワル・ジャマーの支配下にあったが、2017年12月にアル・スンナ・ワル・ジャマーとガルムドゥグは和平協定を結び、アル・スンナ・ワル・ジャマーがガルムドゥグへ合流することになった。合流後の新ガルムドゥグの首都はドゥサマレブに決定し、2018年3月よりガルムドゥグ政府が移転した。

## 関連人物
- ハッサン・ダヒール・アウェイス イスラム法廷会議、ヒズブル・イスラムなどの幹部。ドゥサマレブで生まれたとも言われる[17]:289。
- シレ・ジャマ・アフメド（英語版） 言語学者。ダロッド氏族の支族マレハン（英語版）出身。幼児をドゥサマレブで過ごした。
- アリ・シレ・ワーサメ（英語版） 政治家。ソマリ青年同盟の元幹部。
- アデン・ハシ・ファラー（英語版） イスラム法廷会議の幹部。ドゥサマレブで米軍の空爆を受けて死亡。